# Careproctus bathycoetus
Careproctus bathycoetus är en fiskart som beskrevs av Gilbert och Burke 1912. Careproctus bathycoetus ingår i släktet Careproctus och familjen Liparidae. Inga underarter finns listade.